# Partido Liberal Democrático da Alemanha
O Partido Liberal Democrático da Alemanha (em alemão: Liberal-Demokratische Partei Deutschlands, LDPD) foi um partido político da República Democrática Alemã. 
O LDPD foi fundado em 1945 e, considerava-se herdeiro das tradições do liberalismo na Alemanha. Os liberais, de todos os partidos fundados na RDA, era o mais anti-comunista, defendendo um sistema democrático na RDA, uma economia de mercado e liberalismo económico. 
A partir de 1948, tal como os partidos na RDA, o LDPD foi-se convertendo num satélite do SED, algo que, se confirmou na década de 1950, em que, se retirou as suas objecções ao socialismo e ao comunismo.
Com o fim do comunismo da RDA em 1989, o partido voltou-se a afirmar como partido independente, adoptando a ideologia original, e, em 1990, após a reunificação alemã, o LDPD juntou-se ao Partido Democrático Liberal.

## Resultados eleitorais

### Eleições legislativas
| Data | Votos                              | %                                  | Deputados                          | +/-                                | Coligação                          |
| ---- | ---------------------------------- | ---------------------------------- | ---------------------------------- | ---------------------------------- | ---------------------------------- |
| 1950 | N/D                                | N/D                                | 66 / 466                           |                                    | Frente Nacional                    |
| 1954 | N/D                                | N/D                                | 52 / 466                           | 14                                 | Frente Nacional                    |
| 1958 | N/D                                | N/D                                | 52 / 466                           | Estável                            | Frente Nacional                    |
| 1963 | N/D                                | N/D                                | 45 / 434                           | 7                                  | Frente Nacional                    |
| 1967 | N/D                                | N/D                                | 45 / 434                           | Estável                            | Frente Nacional                    |
| 1971 | N/D                                | N/D                                | 45 / 434                           | Estável                            | Frente Nacional                    |
| 1976 | N/D                                | N/D                                | 45 / 434                           | Estável                            | Frente Nacional                    |
| 1981 | N/D                                | N/D                                | 52 / 500                           | 7                                  | Frente Nacional                    |
| 1986 | N/D                                | N/D                                | 52 / 500                           | Estável                            | Frente Nacional                    |
| 1990 | Associação dos Democratas Liberais | Associação dos Democratas Liberais | Associação dos Democratas Liberais | Associação dos Democratas Liberais | Associação dos Democratas Liberais |